# Episodi di Magnum P.I. (serie televisiva 2018) (prima stagione)
La prima stagione della serie televisiva Magnum P.I. è stata trasmessa negli Stati Uniti per la prima volta dall'emittente CBS dal 24 settembre 2018 al 1º aprile 2019.
In Italia, la stagione è andata in onda in prima visione satellitare su Fox, canale a pagamento della piattaforma Sky, dal 16 ottobre 2018 al 16 aprile 2019. In chiaro viene trasmessa su Italia 1 dal 19 novembre 2019.
| nº | Titolo originale             | Titolo italiano                            | Prima TV USA      | Prima TV Italia  |
| -- | ---------------------------- | ------------------------------------------ | ----------------- | ---------------- |
| 1  | I Saw the Sun Rise           | Ho visto sorgere il sole                   | 24 settembre 2018 | 16 ottobre 2018  |
| 2  | From the Head Down           | Dalla testa in giù                         | 1º ottobre 2018   | 23 ottobre 2018  |
| 3  | The Woman Who Never Died     | La donna che non è mai morta               | 8 ottobre 2018    | 30 ottobre 2018  |
| 4  | Six Paintings, One Frame     | Sei quadri, una cornice                    | 15 ottobre 2018   | 6 novembre 2018  |
| 5  | Sudden Death                 | Morte improvvisa                           | 22 ottobre 2018   | 13 novembre 2018 |
| 6  | Death Is Only Temporary      | La morte è solo temporanea                 | 29 ottobre 2018   | 20 novembre 2018 |
| 7  | The Cat Who Cried Wolf       | Il gatto che gridava al lupo               | 5 novembre 2018   | 27 novembre 2018 |
| 8  | Die He Said                  | Ha detto di morire                         | 12 novembre 2018  | 4 dicembre 2018  |
| 9  | The Ties That Bind           | I legami che uniscono                      | 19 novembre 2018  | 11 dicembre 2018 |
| 10 | Bad Day to Be a Hero         | Brutta giornata per fare l'eroe            | 10 dicembre 2018  | 15 gennaio 2019  |
| 11 | Nowhere to Hide              | Nessun posto dove nascondersi              | 14 gennaio 2019   | 22 gennaio 2019  |
| 12 | Winner Takes All             | Il vincitore prende tutto                  | 20 gennaio 2019   | 29 gennaio 2019  |
| 13 | Day of the Viper             | Il giorno della vipera                     | 21 gennaio 2019   | 5 febbraio 2019  |
| 14 | I, The Deceased              | Io, il defunto                             | 28 gennaio 2019   | 12 febbraio 2019 |
| 15 | Day the Past Came Back       | Quando il passato ritorna                  | 18 febbraio 2019  | 12 marzo 2019    |
| 16 | Murder Is Never Quiet        | L'omicidio non è mai tranquillo            | 25 febbraio 2019  | 19 marzo 2019    |
| 17 | Black Is the Widow           | La vedova nera                             | 4 marzo 2019      | 26 marzo 2019    |
| 18 | A Kiss Before Dying          | Un bacio prima di morire                   | 11 marzo 2019     | 2 aprile 2019    |
| 19 | Blood in the Water           | Sangue nell'acqua                          | 25 marzo 2019     | 9 aprile 2019    |
| 20 | The Day It All Came Together | Il giorno in cui i pezzi si misero insieme | 1º aprile 2019    | 16 aprile 2019   |

## Ho visto sorgere il sole
- Titolo originale: I Saw the Sun Rise
- Diretto da: Justin Lin
- Scritto da: Peter M. Lenkov e Eric Guggenheim

### Trama
Dopo essere tornato a casa dall'Afghanistan, Thomas Magnum riutilizza le sue abilità militari per diventare un investigatore privato alle Hawaii. Nell'arcipelago Hawaiano vive nella guest house di una tenuta di proprietà di un famoso scrittore, Robin Masters, il quale era il reporter al seguito della squadra di Magnum. Qui insieme agli ex compagni Rick, il quale gestisce un club esclusivo, TC, che ha aperto un noleggio di elicotteri e Nuzo che come lui ha aperto un'agenzia di investigazione privata, aiuta gli isolani che richiedono i suoi servizi. Nella casa in cui vive, però, non è solo c'è anche il maggiordomo Juliet Higgins, inglese che sembra ostile a Magnum. Un giorno il suo amico Nuzo lo chiama e gli chiede di andare subito a casa sua, ma una volta arrivato trova l'amico che è stato sequestrato da dei suoi ex-clienti; alcune ore dopo trovano il corpo dell'amico morto. Deciso a scoprire la verità, con l'aiuto dei suoi amici e di Higgins, scopre che i rapitori avevano assoldato Nuzo per scoprire il luogo di un relitto contenente dell'oro rubato in Iraq. Recuperato l'oro e uccisi i rapitori, Nuzo può riposare in pace.
- Ascolti USA: 8 120 000 telespettatori[4]

## Dalla testa in giù
- Titolo originale: From the Head Down
- Diretto da: Karen Gaviola
- Scritto da: Peter M. Lenkov e Eric Guggenheim

### Trama

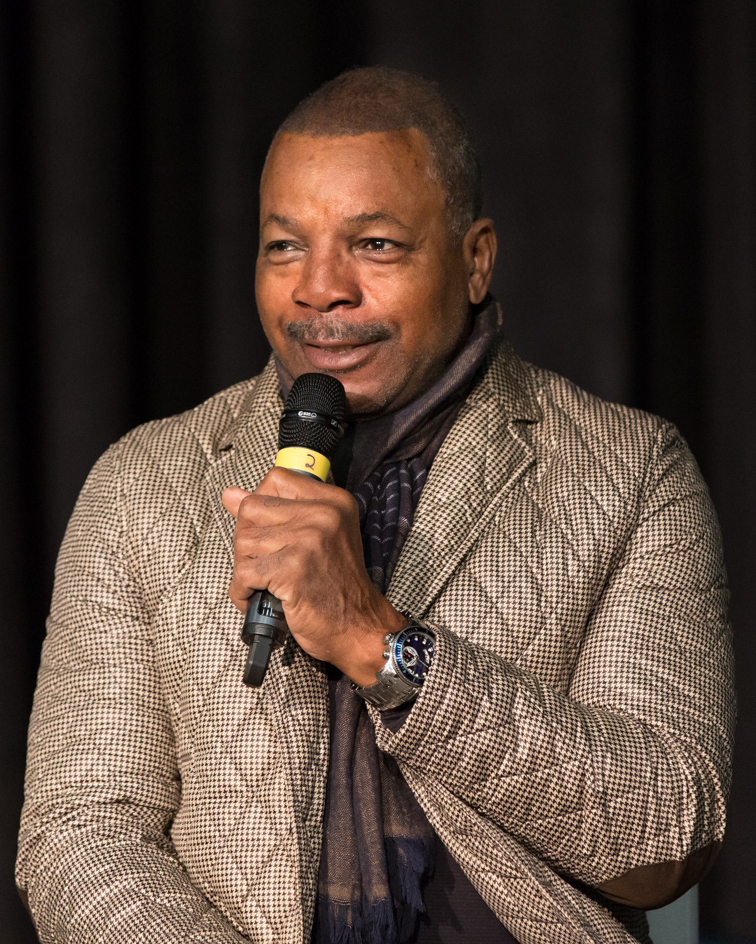
Carl Weathers interpreta Dan Sawyer

Magnum aiuta Dan, un pescatore in difficoltà e compagno veterano, perché gli è stato rubato il suo tonno da 300 libbre per un valore di 350.000 dollari. Le indagini però si rivelano più sorprendenti del previsto, il ladro  ha rubato il tonno perché la sua famiglia era stata rapita e il riscatto era quel preciso tonno. Nel prosieguo delle indagini il detective scopre che il ristorante che compra il tonno è soltanto una copertura per un'organizzazione criminale. Andato lì con Higgins, dopo aver scoperto la realtà dei fatti, il tonno era una copertura per passare informazioni, vengono rapiti ma riescono comunque a salvarsi e a neutralizzare i rapitori, facendo sì che il tonno possa essere venduto ed il pescatore riesca a salvarsi dal fallimento.
- Guest star: Carl Weathers (Dan Sawyer), Peter Shinkoda (Tua), Michael Benyaer (Samal Talib), Tainoa Lave (Theo), Sala Kawaauhau (moglie di Tua), Sina Kawaahua (figlia di Tua)
- Ascolti USA: 6 230 000 telespettatori[5]

## La donna che non è mai morta
- Titolo originale: The Woman Who Never Died
- Diretto da: Sylvain White
- Scritto da: Joe Gazzam

### Trama
Luther Gillis, un investigatore privato a cui Magnum deve dei soldi, si presenta alla villa di Robin: vuole passargli un caso in modo che lui possa ripagare il suo debito. Il caso si tratta di una giovane donna che ricoverata in ospedale viene sottoposta ad analisi che rivelano interventi massicci di ricostruzione facciale senza che fossero necessari. Il fidanzato di questa donna vuole sapere la verità. Nelle indagini scopre che la donna ha mentito su tutto il suo passato e sul suo lavoro, infatti non si reca al lavoro ma va in un parco ad osservare una bambina, che si rivela essere sua figlia. La donna infatti anni prima aveva avuto una figlia, ma era anche indagata per una rapina con un omicidio, senza che la refurtiva ed i complici fossero mai stati trovati. La donna al risveglio in ospedale si precipita subito a casa della madre, con la quale non ha più rapporti da anni, ma viene raggiunta dal suo ex-complice che prende in ostaggio la madre per farsi rivelare il posto in cui lei ha nascosto la refurtiva. Solo il tempestivo intervento di Higgins e Magnum riescono a salvare la donna e assicurare il criminale alla polizia. 
- Guest star: Ken Jeong (Luther H. Gillis), Augie Tulba (Benny Kahana), Michael Hake (Akela), David Bell (Manu Saluni), Jack Cutmore Scott (Neil Crawford), Catherine Haena Kim (Tara Moss/Emily Layton), Michael Graziadei (Val Jenson), Bill Smitrovich (Sam Carlyle), Megan Liu (Harper Layton), Freda Foh Shen (Kitty Layton)
- Ascolti USA: 6 080 000 telespettatori[6]

## Sei quadri, una cornice
- Titolo originale: Six Paintings, One Frame
- Diretto da: Antonio Negret
- Scritto da: Ashley Gable

### Trama
Magnum ha trovato un lavoro come controllore della sicurezza di un ricco conoscitore di arte e amico intimo di Higgins. La mattina dopo il test l'uomo viene trovato morto e la sua collezione di opere rubata. Il primo ad essere sospettato è proprio magnum poiché il ladro aveva utilizzato le falle che lui aveva descritto nel suo rapporto. A credere nell'innocenza di Magnum c'è Higgins che ritiene Thomas troppo ignorante per capire veramente il valore della collezione. Le indagini si complicano quando viene ritrovato il corpo di uno dei veri ladri. Infine la coppia Magnum-Higgins riesce a trovare la verità scoprendo che i veri ladri sono l'assistente personale e la curatrice della collezione, che avevano rubato la collezione per un quadro di poco valore che però nascondeva una tela scomparsa di un famoso pittore.
- Guest star: Kassia Conway (Madison Akana), Erica Luttrell (Allie Mahelona), Hal Ozsan (Jack Candler), Raymond Lee (James Chen), Catherine Davis (Tracy Hutton), Romualdo Castillo (Christophe Midi)
- Ascolti USA: 5 480 000 telespettatori[7]

## Morte improvvisa

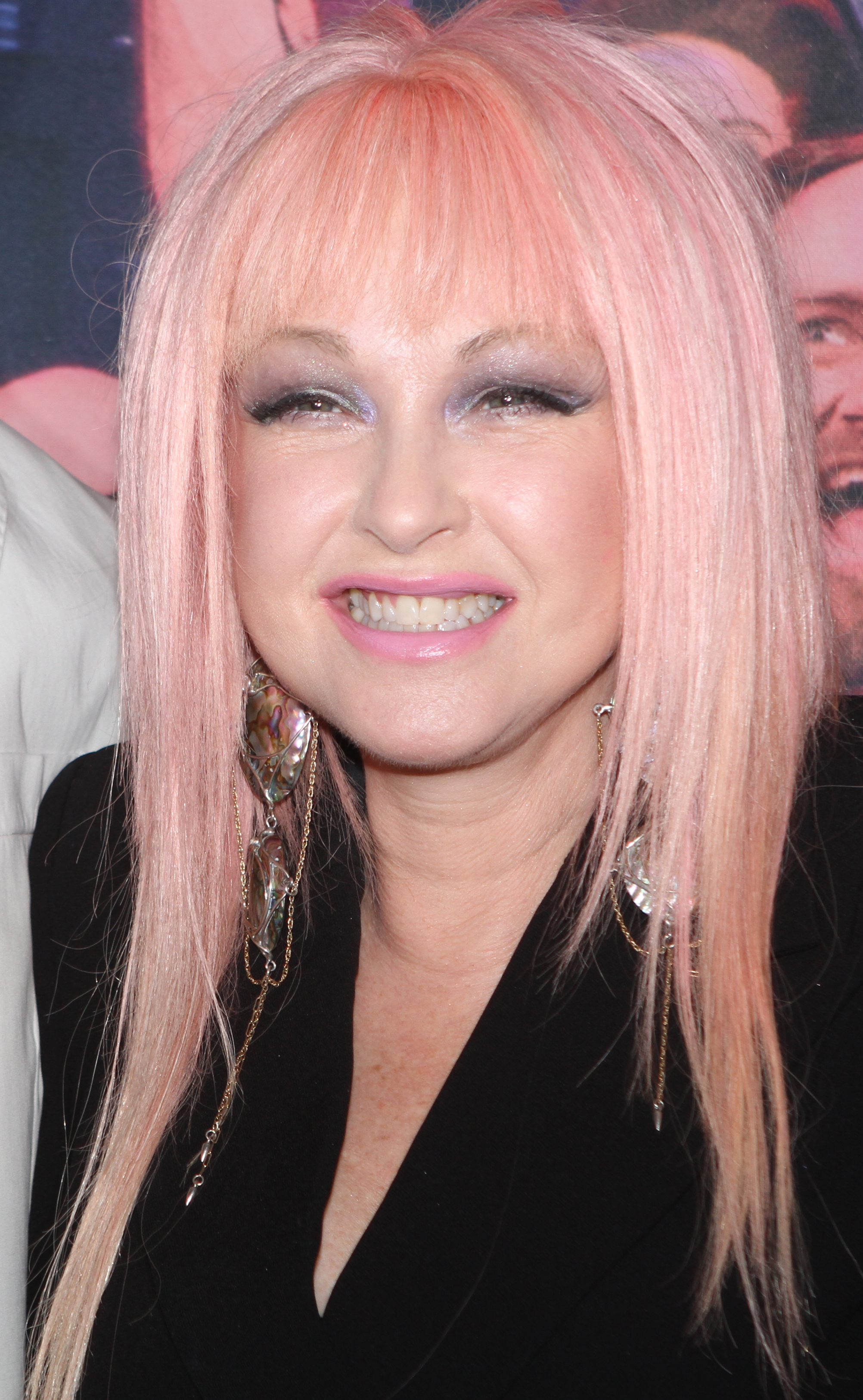
Cyndi Lauper, interpreta Vanessa Nero

- Titolo originale: Sudden Death
- Diretto da: David Grossman
- Scritto da: David Fury

### Trama
Il padre di uno dei giocatori della squadra di football allenata da TC viene accusato dalla polizia dell'omicidio di un medico, noto per prescrivere anabolizzanti. TC, riconoscendo nel padre di quel ragazzo la storia di suo padre, chiede a Magnum di indagare. Le indagini non sono semplici poiché l'uomo era nella zona al momento dell'omicidio e la pistola che ha sparato è intestata a lui. Ma la verità riesce a saltare  fuori, scoprendo che il vero assassino è la moglie del medico, che ha utilizzato l'arma fornita dall'uomo al dottore. Nel frattempo Higgins si deve occupare del ragazzo per non farlo affidare ai servizi sociali, nell'attesa che il padre venga liberato.
- Guest star: Zion Junk (Makoa Iona), Sam Puefua (Hani Iona), Tru Collins (Daisy Chase), Elisabeth Röhm (Brooke Mason), Cathal Pendred (Wade Steuben), John P. Rocco (Admitting Officer), Cyndi Lauper (Vanessa Nero), Thomas H. Chang (Jack Tseng), Traci Toguchi (Ailana Read), Stacy Ray (Ruth)
- Ascolti USA: 5 630 000 telespettatori[8]

## La morte è solo temporanea
- Titolo originale: Death is Only Temporary
- Diretto da: Duane Clark
- Scritto da: Gene Hong e Scarlett Lacey

### Trama
Un anziano magnate, Henry Brown, malato di demenza senile, chiede aiuto a Magnum in seguito ad una lettera, ricevuta dalla sua ex fidanzata, la quale però è scomparsa dal 1987. Le indagini portano subito ad una donna che però è molto più giovane del dovuto. Nel mentre TC e Rick conoscono un veterano, Shammy, rimasto ferito alle gambe, che ha bisogno di aiuto. Per aiutarlo a risollevarsi dalla situazione lo portano con loro a fare surf e TC gli offre lavoro come meccanico della sua ditta. Le indagini sulla donna scomparsa portano ad un cadavere nella foresta che è stata uccisa nel 1987. Vicino al luogo del ritrovamento del cadavere Magnum e Higgins trovano un accampamento di due cacciatori, la cui donna corrisponde all'immagine della biblioteca. I due avendo ritrovato il cadavere e capendo chi fosse, avevano deciso di ricattare l'uomo. I due investigatori pensano che sia stato il magnate ma questo non è possibile perché l'uomo aveva avuto un ictus che gli ha reso impossibile l'utilizzo del braccio, quindi con uno stratagemma riescono a far confessare il maggiordomo che aveva ucciso la donna, in attesa di un figlio di Henry, per far sposare il magnate con la sorella e aumentare il suo livello sociale.
- Guest star: Christopher Thornton (Kenny "Shammy" Shamberg), Ben Vereen (Henry Brown), Sarin Heames (Earl), Alexandra Marlin (Elizabeth Cole), Jamie VanDyke (Karina), Julianne Chu (Mia), Faith Fay (Monica), Randy Oglesby (Reginald), Kesha Diodato (Sara), Pasha Lychnikoff (Victor Chenko)
- Ascolti USA: 5 690 000 telespettatori[9]

## Il gatto che gridava al lupo
- Titolo originale: The Cat Who Cried Wolf
- Diretto da: Eagle Egilsson
- Scritto da: Neil Tolkin

### Trama
Ad inizio puntata, Magnum si trova in mare circondato da una barca in fiamme. Con un flashback si torna a 36 ore prima quando Magnum prende il caso del gatto scomparso di una ragazzina, mentre è appostato per trovare il gatto, vede un altro gatto tutto sporco di sangue lo segue e giunge in un appartamento dove trova un corpo senza vita. Mentre Magnum ed Higgins ispezionano l'appartamento giunge un assalitore che scappa, nell'inseguimento Magnum viene investito, quando avvisano Katsumoto e tornano sul posto la casa è completamente pulita ed il cadavere è sparito. Nelle indagini l'uomo morto si rivela essere un agente del FBI, che è stato ucciso mentre proteggeva un contabile della mafia prima del processo ad un suo collega corrotto. I due con Katsumoto vanno al porto dove trovano il testimone impaurito, che è stato attirato lì dall'assassino, il quale cattura Magnum e lo porta al largo per eliminarlo e far sparire il corpo. Durante la colluttazione parte un colpo e la barca prende fuoco, ma Magnum riesce ad avere la meglio catturando l'agente del FBI corrotto, e viene salvato da Rick e T.C. con l'elicottero di quest'ultimo.
- Guest star: Stella Edwards (Cecilia Simpson), Navi Rawat (Isabelle Simpson), Austin Basis (Robert Fraser), Carlos Sanz (Carl Nadella), Andy McDermott (Colin Francis)
- Ascolti USA: 5 270 000 telespettatori[10]

## Ha detto di morire
- Titolo originale: Die He Said
- Diretto da: Peter Weller
- Scritto da: Joe Gazzam

### Trama
Un uomo, William, in stadio terminale per un linfoma, ingaggia Magnum per trovare il fratello Bobby, l'unico che può salvarlo, con cui però non ha rapporti da molti anni. Durante le indagini Magnum scopre che Bobby è nei guai per via della sparizione dei guadagni di una partita di droga. Uno spacciatore utilizzava il negozio di Bobby per riciclare il denaro sporco, ma il proprietario per tirarsi fuori finge una rapina, ma il trafficante non ci crede e rivuole i suoi soldi. Nello scontro a fuoco Bobby rimane ferito, ma riesce comunque a salvarsi e donare il suo midollo. Il caso di Magnum riporta ricordi infestati per i ragazzi, durante una missione un loro collega resta ferito e la squadra di Magnum per salvarlo si reca sul fronte per prelevare l'unico chirurgo in grado di poterlo operare, ma durante l'estrazione il medico resta ferito e muore durante il trasporto, facendo così morire anche il SEAL. Nel mentre al "Nido di Robin"  Higgins e Cumo sono alla ricerca di un oggetto prezioso per la prima che ha perso durante una nuotata, Magnum riuscirà a trovarla dimostrando al maggiordomo di essere un buon investigatore.
- Guest star: Alex Fernandez (Capitano David Evers), C. S. Lee (William Malua), Karl Yune (Bobby Malua), Trevor Long (Manny), Jason Lee Hoy (Loto), Jess Kaala Lundgren (Aleki), Aaron Densley (Maggiore Hawthorne), Anna Klein (Lia), Vikram Mruthyunjayana (Dottore)
- Ascolti USA: 5 500 000 telespettatori[11]

## I legami che uniscono
- Titolo originale: The Ties That Bind
- Diretto da: Ron Underwood
- Scritto da: Ashley Gable

### Trama
Una ragazza di sedici anni di nome Amanda Sako, viene ritrovata dopo essere fuggita dai rapitori. I genitori assumono Magnum, per scoprire chi sono i rapitori. Magnum ha subito un simile trauma come prigioniero in Afghanistan insieme ai suoi compagni. Amanda però si mostra poco disponibile a parlare e ricordare gli eventi. Per aiutare la ragazza a liberarsi dai suoi pesi chiede aiuto ad Higgins per fargli praticare yoga. Nel frattempo Magnum con Katsumoto si recano sul luogo del ritrovamento per capire qualcosa sul rapitore. Grazie alle rivelazioni di Amanda scoprono che lei era tenuta prigioniera nella foresta, inoltre capiscono che il rapitore è un poliziotto o ha finto di esserlo. Nel frattempo la madre di Amanda viene rapita, ma vengono identificati i rapitori in due malviventi newyorkesi. Nel frattempo il signor Sako viene costretto a collaborare con i rapitori per uccidere il procuratore federale Gore. Magnum riesce a fermare il signor Sako dall'uccidere il procuratore, mentre Katsumoto trova i rapitori, ma vengono uccisi nel conflitto a fuoco. La signora Sako però è stata sepolta viva nella foresta, ma con l'aiuto di Rick e TC viene salvata e ricongiunta con la sua famiglia. 
- Guest star: Lyrica Okano (Amanda Sako), Louis Ozawa Changchien (Alan Sako), Kimiko Gelman (Mari Sako), Wiley Pickett (Nick Warner), Julian Yuen (Carter Ning), Adam Burnett (Glasses), Kimo Kahoano (Donny), Michael Mikasa (Procuratore Andrew Gore)
- Ascolti USA: 5 390 000 telespettatori[12]

## Brutta giornata per fare l'eroe
- Titolo originale: Bad Day to Be a Hero
- Diretto da: Lin Oeding
- Scritto da: Ashley Charbonnet